# Броди (Новгородская область)
Бро́ди — деревня в Мошенском районе Новгородской области. Расположена на берегу озера Меглино (залив Бродская лахта). Входит в состав Долговского сельского поселения.

## История
С 20 сентября 1931 года по 12 апреля 2010 года д. Броди была административным центром Бродского сельского поселения.

## Население
Численность населения: 147 человек (2009 год).
| 2010 |
| ---- |
| 133  |

## Организации
В деревне есть:
- средняя общеобразовательная школа (32 ученика, 10 педагогов . Здание построено в 1990 году и рассчитано на 120 мест, спортивный зал — 203 м2. Воспитательный процесс построен на взаимодействии содружеств: каждое из них формируется из учеников разных классов. Проводятся соревнования, организуется шефство над младшими школьниками, проводятся Малые Олимпийские (школьные) игры. Есть спортивные секции: футбол, волейбол, настольные теннис, шахматы, стрельба. Учащиеся этой школы принимают участие в районных и областных соревнованиях, занимают призовые места[3];
- детский сад «Золушка» на 21 место[4];
- фельдшерский медицинский пункт[5];
- библиотека Бродский филиал № 3 — площадь помещения 119 м2, число читательских мест — 5, книжный фонд — 6 800 шт.;
- Бродский СДК (д. Броди) — 120 мест, площадь помещения — 243 м2[2];
- 2 магазина: государственный и частный[6];
- почтовое отделение[7];
- Бродский дом народного самодеятельного творчества[8];
- административно-хозяйственное здание — Бродский сельсовет, обслуживающий несколько деревень (д. Броди, д. Ананьевское, д. Базарово, д. Безгодково, д. Воротово, д. Игнатьевское, д. Колчигино, д. Крепужиха, д. Раменье, д. Село)[9].

В деревне есть водопроводно-канализационное хозяйство: водонапорная башня и водопроводные сети.
Работает 3 котельных.

## Транспорт
Через поселение проходит маршрут
Великий Новгород — Боровичи — Пестово
Деревня расположена рядом с федеральной автомобильной дорогой, трассой Р8 Устюжна — Валдай.

## Достопримечательности
Церковь Георгия Победоносца (год постройки — 1850);
Обелиск в память о погибших в Великой Отечественной войне;
Сопка VIII—X вв (д. Броди, северо-западная окраина, код объекта 11.0006.00, региональное значение));
живописная природа (Бродская Лахта в составе озера Меглино).

## Известные жители
Иванов Михаил Фёдорович (1924—2002). Герой Советского Союза (медаль № 8269, Указ от 27.06.1945). Родился в д. Базарово (Бродское сельское поселение). После демобилизации жил в д. Броди. Похоронен на кладбище в д. Броди.

## Галерея

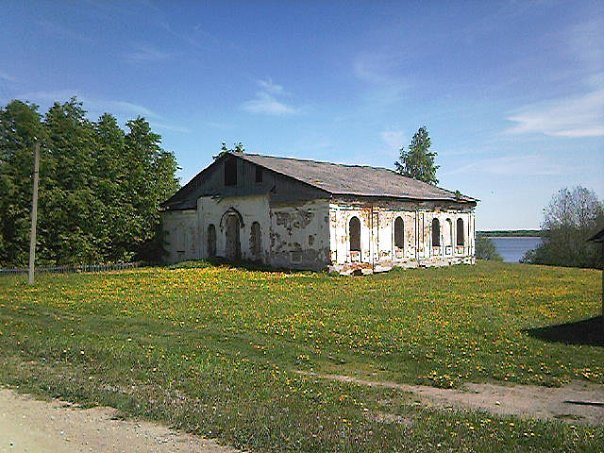
Церковь в д.Броди общий вид
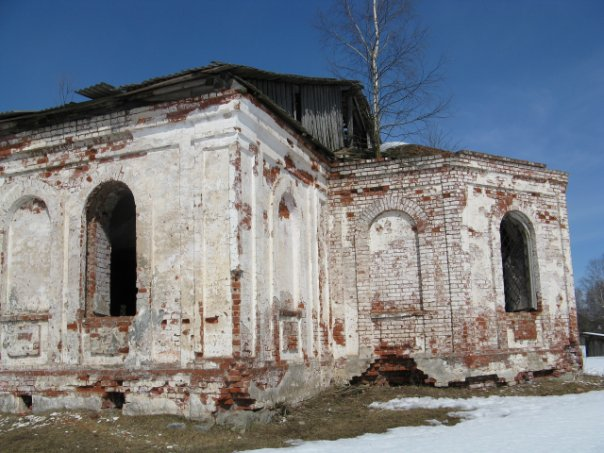
Церковь в д.Броди зимой
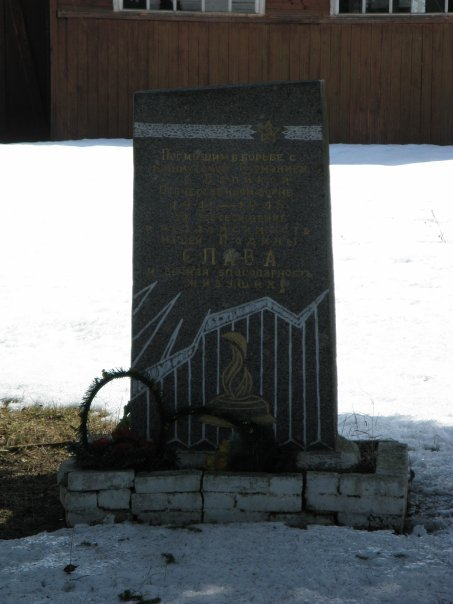
Обелиск у библиотеки
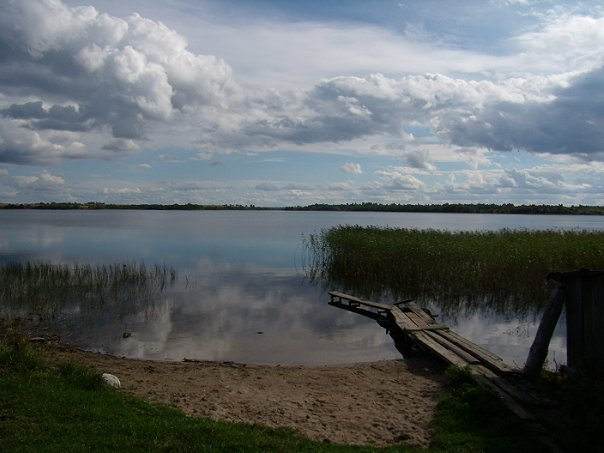
Бродская Лахта
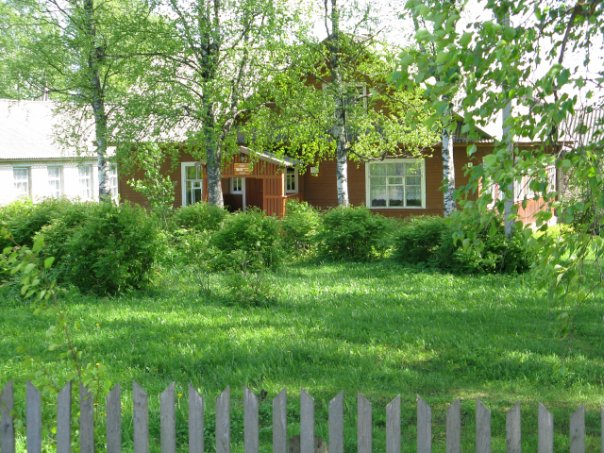
Школа в д.Броди
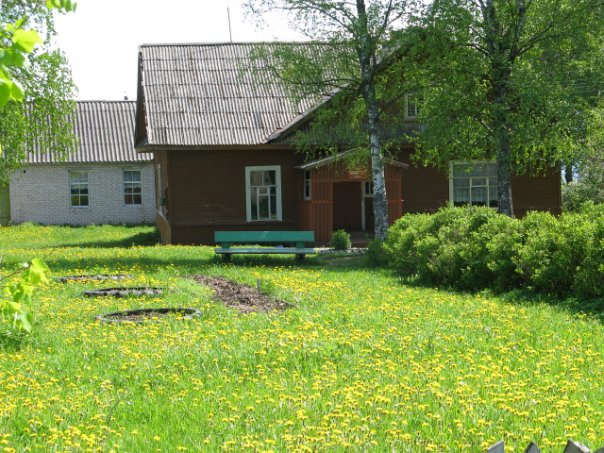
Школа в д.Броди с пристройкой
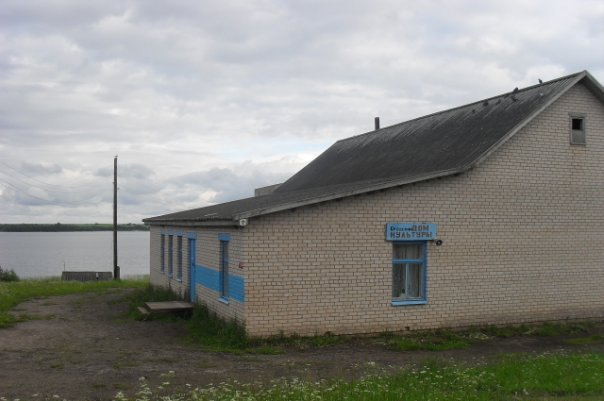
Дом культуры в д.Броди
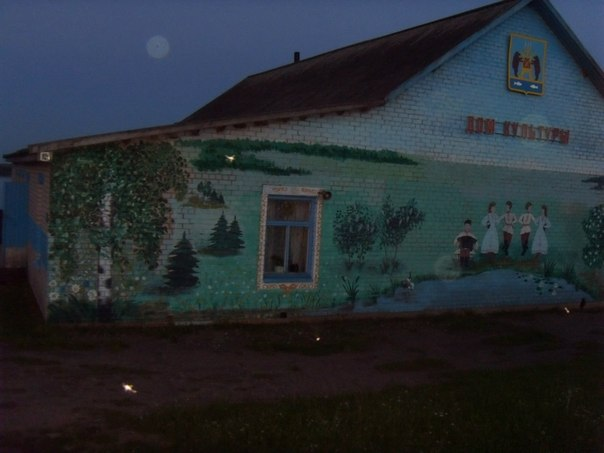
Роспись на доме культуры